# Поморийско езеро (защитена местност)
Вижте пояснителната страница за други значения на Поморийско езеро.
Поморийско езеро е защитена местност в България. Намира се в землището на Поморие.
Защитената местност е с площ 760,83 ha. Обявена е на 23 януари 2001 г. с цел опазване на Поморийското езеро, солниците и прилежащите крайбрежни терени като влажна зона с международно значение и като местообитание на 63 вида застрашени от изчезване птици. Територията на защитената местност се припокрива със защитена зона Поморийско езеро от Натура 2000.
В защитената местност се забраняват:
- строителство и всякакви други дейности, с които се изменя обликът на местността и водният режим на езерото;
- унищожаване на блатната растителност и опожаряване на тръстиката;
- замърсяване на водите на езерото и прилежащите площи;
- ловуването;
- безпокоене на птиците, разваляне на гнездата им, събиране на яйцата им, както и опръстеняване на малките без разрешение от Министерството на околната среда и водите.[1]

Допускат се:
- дейности по солодобива и поддържане на канала море-езеро;
- добив на лечебна кал;
- зарибяване с видове риби, характерни за езерната ихтиофауна;
- улов „на гард“ и спортен риболов на определени с план за управление места; до влизане в сила на план за управление тези места се определят от РИОСВ-Бургас;
- строителство на нови диги, както и реконструкция и ремонт на съществуващите, след съгласуване с МОСВ.